# ピエール・デザルト
ピエール・デザルト (Pierre Dusart, ? - ?) は、フランスのリモージュ大学で博士号を取得した数学者である。同大学で数論を専門に研究している。
1999年に k 番目の素数 {\displaystyle p(k)} について、以下の式が成り立つ事を証明した：
{\displaystyle p(k)>k(\ln k+\ln \ln k-1)} （ただし {\displaystyle k\geq 2}）